# 무라쿠노촌
무라쿠노촌(村久野村)은 일본 아이치현 하구리군에 설치되었던 촌이다. 현재의 고난시의 일부에 해당한다.